# Jonathan Speelman
Jonathan Simon Speelman (nascido em 2 de outubro de 1956) é um Grande Mestre de xadrez, matemático e escritor inglês. Venceu os Campeonatos de Xadrez Britânico de 1978, 1985 e 1986, e é um membro regular da equipe de xadrez inglesa da Olimpíada de Xadrez.
A classficação no rating ELO mais alto que Speelman obteve foi quarto lugar na classificação mundial, em janeiro de 1989.